# Monte Cornetto
Monte Cornetto je hora o nadmořské výšce 1899 m, nejvyšší vrchol horské skupiny Sengio Alto z tzv. Piccole Dolomiti, součásti Vicentinských Alp. Vrchol je tvořen hlavně dolomitem.

## Přístupnost

### Turistické stezky
Na vrchol se dostanete nejjednodušeji po turistickém chodníku, který začíná na passo Pian delle Fugazze (přesně za hotelem Albergo al Passo) a vede lesem a přichází k Forcella Nord-Ovest. Odtud pokračuje vlevo po velmi strmé cestě. Po cestě je třeba překonat několik krátkých pasáží o obtížnosti I. stupně UIAA (při výstupu je třeba si pomáhat rukama) a po nejméně 1 hodině chůze dojdete na vrchol, kde se nachází kříž a vrcholová kniha.
Pokud se začíná z průsmyku Passo di Campogrosso, je třeba se vydat první částí Sentiero della Pace (Friedensweg (Dolomity)), dojít na Forcella Sud-Est (Passo delle Gane), odbočit vlevo a stoupat přímo. Výstup je zabezpečen řetězem, který však nepředstavuje žádné zvláštní obtíže. Trasa je kratší a méně únavná než výstup z Pian delle Fugazze.

### Horolezectví
Kromě běžné turistické trasy (s krátkým vybaveným úsekem), která stoupá z Malga Boffetal, bylo na skalních stěnách a pilířích tohoto vrcholu vytyčeno také mnoho horolezeckých tras o různé obtížnosti UIAA od stupně IV a po VII.

## Galerie

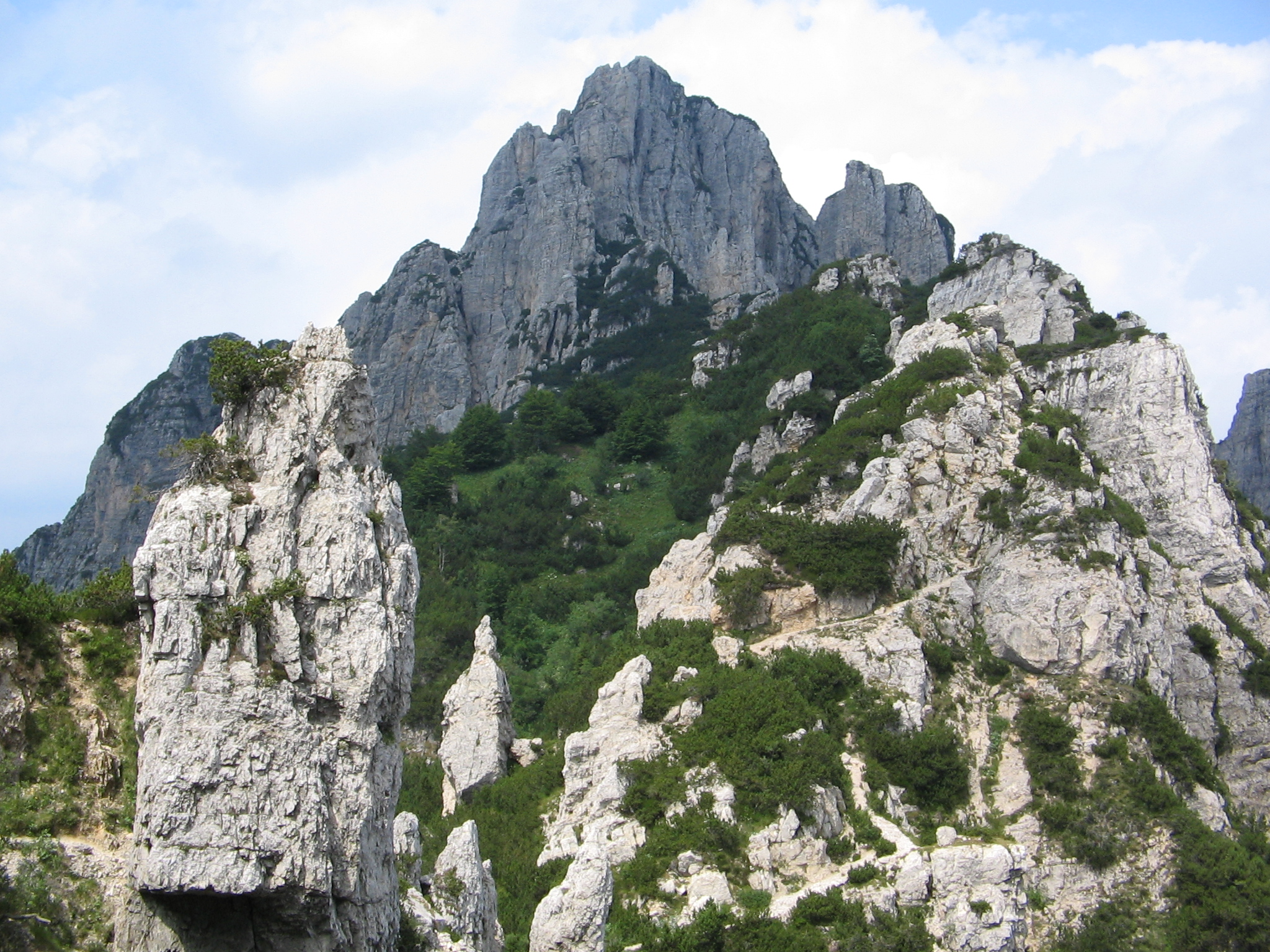
Cornetto – pohled z Sentiero di Arroccamento
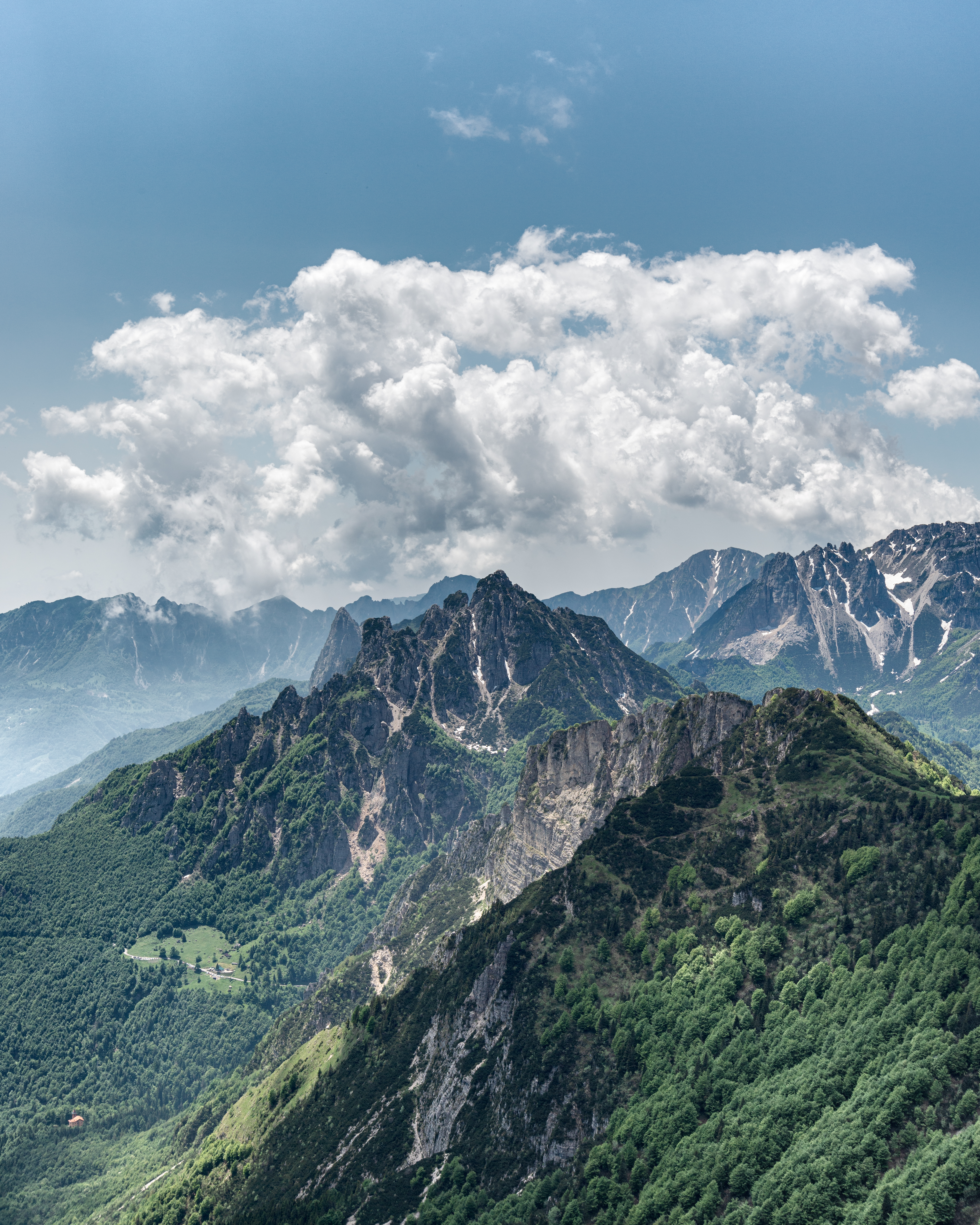
Monte Cornetto – pohled od Rifugio Achille Papa
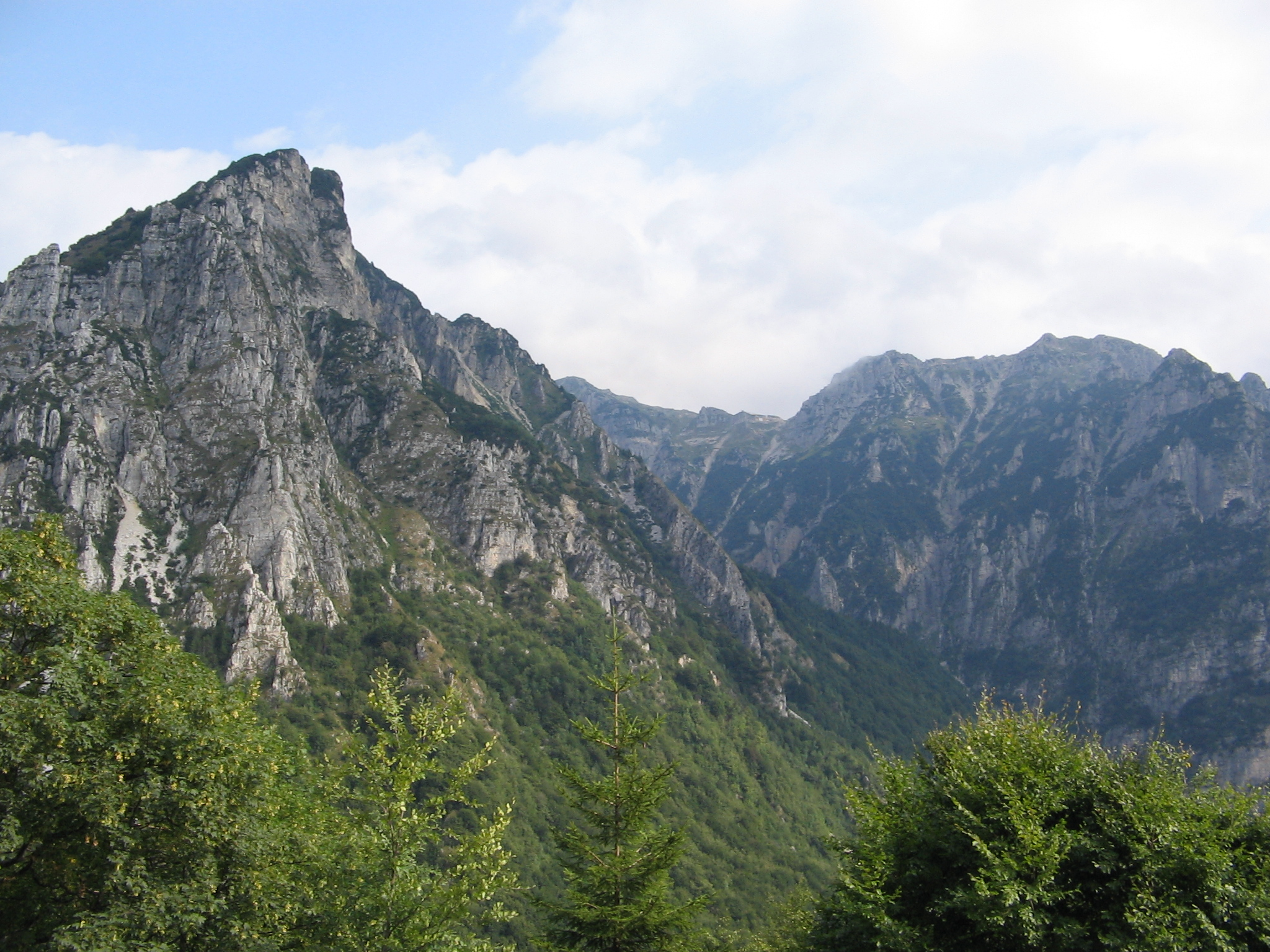
Monte Cornetto
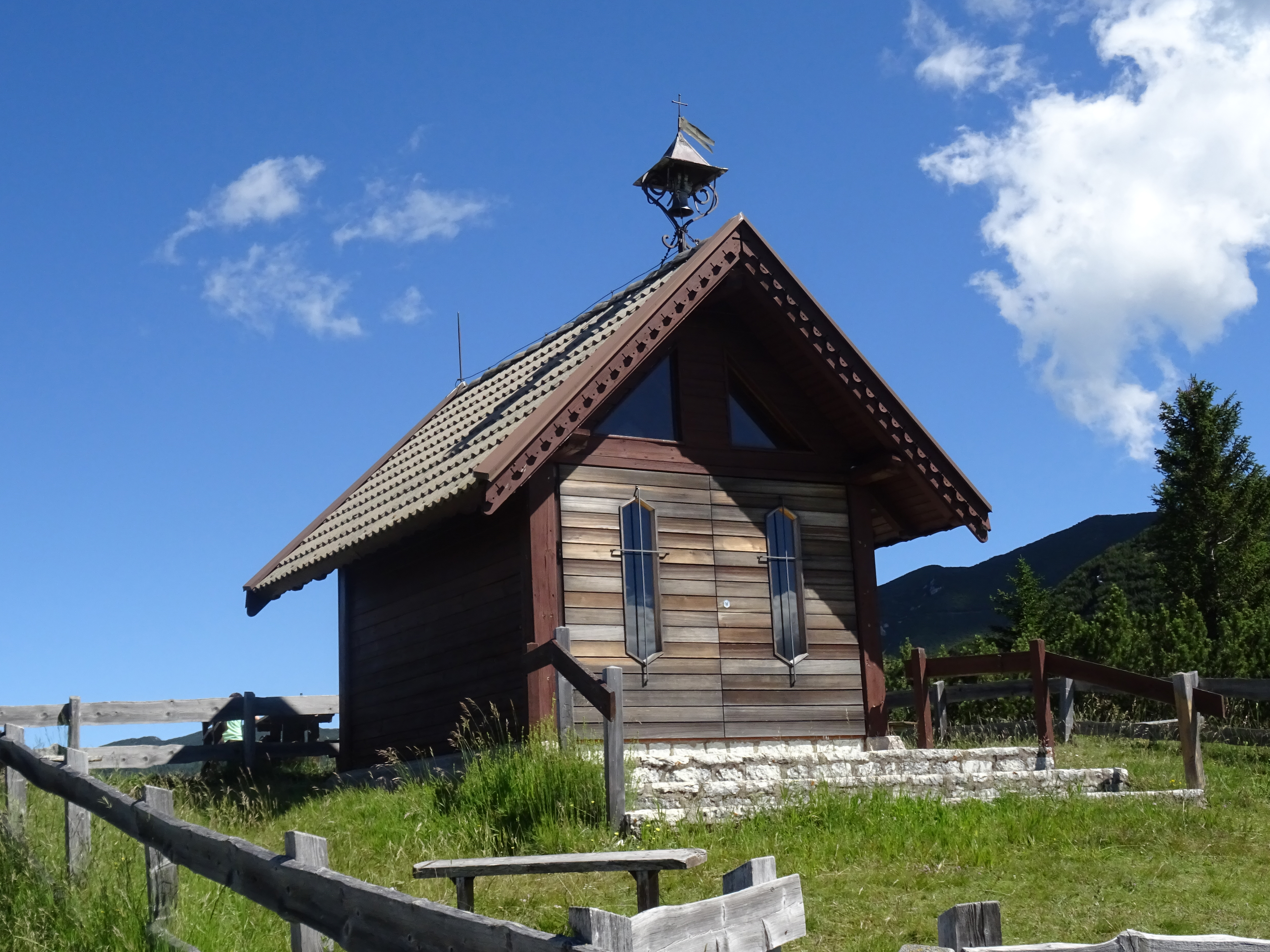
Kaple sv. Vigilia na úbočí Monte Cornetta